# Мобило, Алексей Сергеевич
Алексей Сергеевич Мобило (1919 — ?)  — украинский советский деятель, председатель колхоза имени Сталина («Заря коммунизма») Дубровицкого района Ровенской области. Депутат Верховного Совета СССР 4-5-го созывов.

## Биография
Родился 1919 года. Образование среднее.
С 1939 года работал секретарем сельского совета.
С 1941 года — в Красной армии, участник Великой Отечественной войны.
В 1949—1951 годах — председатель колхоза «Советская Армия» Дубровицкого района Ровенской области.
С 1951 года — председатель колхоза имени Сталина (потом — «Заря коммунизма») села Селец Дубровицкого района Ровенской области.
Член КПСС с 1953 года.
Потом — на пенсии. Умер до 1985 года.

## Награды
- орден Ленина (26.02.1958)